# Wikipedija na kineskom jeziku
Kineska Wikipedija (kineski: 維基百科 / 维基百科) je inačica Wikipedije na kineskom jeziku. Kineska inačica Wikipedije je započeta u listopadu 2002. godine. 17. srpnja 2007. godine prešla je prag od 136.000 članaka. U veljači 2017. imala je više od 925.000 članaka.
Trenutačno ju je u Narodnoj Republici Kini blokirala njena vlada. Blok ne važi za Hong Kong i Republiku Kinu.

## Vanjske poveznice
- Kineska Wikipedija

|  | Zajednički poslužitelj ima još gradiva o temi Kineska Wikipedija |